# 天文与天体物理学报
天文与天体物理学报（英語：Astronomy and Astrophysics）是一家欧洲的纸质学术期刊，领域为理论、观测以及仪器方面的天文学和天体物理学研究。

## 外部連結
- A&A home page
- A&A Publisher's home page